# Salala College of Technology
Das Salalah College of Technology ist ein staatliches College in Salala in Oman. Es ist eines von sieben Technical Colleges in Oman und zählt zum tertiären Bildungssektor.
Das College wurde ursprünglich 1979 als kleine Berufsfachschule mit nur 89 Schülern gegründet. Vierzehn Jahre später wurde es in ein Technical Industrial College umstrukturiert. 2001 wurde es zu einem vollwertigen College aufgewertet und trägt seither seinen heutigen Namen. Das College ist von der Oman Academic Accreditation Authority (OAAA), des früheren Oman Accreditation Council (OAC), akkreditiert worden.
Zulassungsvoraussetzung ist das General Secondary School Certificate, das nach einem 12-jährigen Schulbesuch erworben werden kann. Angeboten werden nur zweijährige "sub-degree" courses mit Diploma-Abschluss in Engineering, Business Studies sowie Information Technology. Außerdem kann man einen Vorstudienlehrgang besuchen. Unterrichtssprache ist Englisch.
Im akademischen Jahr 2008/2009 studierten insgesamt 2693 Studierende (davon 1362 Studentinnen) am College.

## Weblink
- Salalah College of Technology